# Raasdorf (Oelsnitz)
Raasdorf ist ein Ortsteil der Großen Kreisstadt Oelsnitz/Vogtl. im sächsischen Vogtlandkreis. Er wurde am 1. Juli 1950 eingemeindet.

## Geografie

### Lage und Verkehr
Der Ortsteil Raasdorf liegt im Osten der Stadt Oelsnitz/Vogtl. Er befindet sich im Westen des Vogtlandkreises und im sächsischen Teil des historischen Vogtlands. Geografisch liegt Raasdorf im Zentrum des Naturraums Vogtland (Übergang vom Mittelvogtländischen Kuppenland zum Oberen Vogtland). Der durch den Ort fließende Görnitzbach entwässert in die Weiße Elster.
Durch die südliche Raasdorfer Ortsflur verläuft die Staatsstraße 302.
Der Ort ist mit der vertakteten RufBus-Linie 56 des Verkehrsverbunds Vogtland an Oelsnitz, Eichigt und Haselrain angebunden. In Bergen besteht Anschluss an den RufBus nach Adorf.

### Nachbarorte
|                 | Hartmannsgrün                               | Zaulsdorf       |
| Oelsnitz/Vogtl. | Kompassrose, die auf Nachbargemeinden zeigt | Tirschendorf    |
| Görnitz         |                                             | Unterwürschnitz |

## Geschichte
Das Platzdorf Raasdorf wurde im Jahr 1328 als „Radiansdorf“ erwähnt. Bezüglich der Grundherrschaft unterstand der Ort um 1542 anteilig dem Deutschen Ritterorden zu Plauen, als Amtsdorf dem Amt Voigtsberg, dem Rittergut Schilbach und dem Rittergut Sachsgrün. Um 1764 bis 1856 gehörte Raasdorf vollständig als Amtsdorf zum kursächsischen bzw. königlich-sächsischen Amt Voigtsberg. 1856 wurde der Ort dem Gerichtsamt Oelsnitz und 1875 der Amtshauptmannschaft Oelsnitz angegliedert. Kirchlich ist Raasdorf seit jeher nach Unterwürschnitz gepfarrt.
Am 1. Juli 1950 wurde Raasdorf nach Oelsnitz/Vogtl. eingemeindet. Durch die zweite Kreisreform in der DDR kam Raasdorf als Ortsteil der neuen Kreisstadt Oelsnitz/Vogtl. im Jahr 1952 zum Kreis Oelsnitz im Bezirk Chemnitz (1953 in Bezirk Karl-Marx-Stadt umbenannt), der im Jahr 1990 als sächsischer Landkreis Oelsnitz fortgeführt wurde und 1996 im Vogtlandkreis aufging.